# Mărcești, Dâmbovița
Mărcești este un sat în comuna Dobra din județul Dâmbovița, Muntenia, România.
La sfârșitul secolului al XIX-lea, satul Mărcești constituia, împreună cu cătunul Pâslari, o comună de sine stătătoare, în plasa Ialomița a județului Dâmbovița, comună cu o populație de 1231 de locuitori și în care funcționau o școală și o biserică.
În 1925, satul Pâslari fusese transferat de la comuna Mărcești la comuna Dobra, iar comuna era inclusă în plasa Bilciurești a aceluiași județ, având o populație de 1486 de locuitori.
În 1950, ea a fost arondată raionului Târgoviște din regiunea Prahova și apoi (după 1952) din regiunea Ploiești. În 1968, comuna Mărcești s-a desființat, fiind comasată cu comuna Dobra, comună arondată județului Dâmbovița, reînființat.